# Académica Petróleo Kwanda Soyo
L'Académica Petróleo Kwanda Soyo est un club de football angolais basé à Soyo.

## Bilan saison par saison
| Saison | D1  | D2  | Points | Journée | Vic. | Nuls | Déf. | B.P. | B.C. | Diff. |
| ------ | --- | --- | ------ | ------- | ---- | ---- | ---- | ---- | ---- | ----- |
| 2008   |     | ... | ...    | ...     | ...  | ...  | ...  | ...  | ...  | ...   |
| 2007   | 12e |     | 23 pts | 26      | 5    | 8    | 13   | 15   | 29   | -14   |